# Матукана (растение)
Матукана (лат. Matucana) — род суккулентных растений семейства Кактусовые (Cactaceae) произрастающий на территории Перу.

## Название
Родовое латинское название Matucana происходит от одноимённого города недалеко от Лимы, где этот род был впервые обнаружен.

## Описание
Представители рода — низкорослые растения, обычно одиночные, и часто образующие подушки. Их стебли могут быть шаровидными, удлиненными или короткоцилиндрическими, с различными ребрами, низкими и бугорчатыми. Колючки на растениях могут быть различными по виду, от многочисленных до отсутствующих.
Цветки дневные, расположены ближе к верхушке и имеют форму воронковидной трубки, которая может быть длинной или короткой, с волосками или без них. Цветки могут быть актиноморфными или зигоморфными и могут быть различных цветов — от интенсивно-красных, оранжевых и розовых до желтых. Плоды имеют форму от полушаровидных до продолговатых. Семена черновато-коричневые, имеют яйцевидную, капюшоновидную или шлемовидную форму.

## Таксономия
Matucana Britton & Rose, первое упоминание в Cact. 3: 102 (1922).

### Синонимы
Гетеротипные (основанные на разных номенклатурных типах):
- Anhaloniopsis (Buxb.) Mottram (2014)
- Eomatucana F.Ritter (1965)
- Submatucana Backeb. (1959)

### Виды
Подтверждённые виды по данным сайта Plants of the World Online на 2023 год:
- Matucana aurantiaca (Vaupel) Buxb.
- Matucana aureiflora F.Ritter — Матукана золотистоцветковая
- Matucana formosa F.Ritter
- Matucana haynii (Otto ex Salm-Dyck) Britton & Rose
- Matucana hoxeyi (G.J.Charles) G.J.Charles
- Matucana huagalensis (Donald & A.Lau) Bregman, Meerst., Melis & A.B.Pullen
- Matucana intertexta F.Ritter
- Matucana klopfensteinii Cieza & Pino
- Matucana krahnii (Donald) Bregman
- Matucana madisoniorum (Hutchison) G.D.Rowley ex D.R.Hunt
- Matucana oreodoxa (F.Ritter) Slaba
- Matucana paucicostata F.Ritter
- Matucana pujupatii (A.B.Lau & Donald) Bregman
- Matucana rebutiiflora G.J.Charles
- Matucana ritteri Buining
- Matucana tuberculata (Donald) Bregman, Meerst., Melis & A.B.Pullen
- Matucana weberbaueri (Vaupel) Backeb.

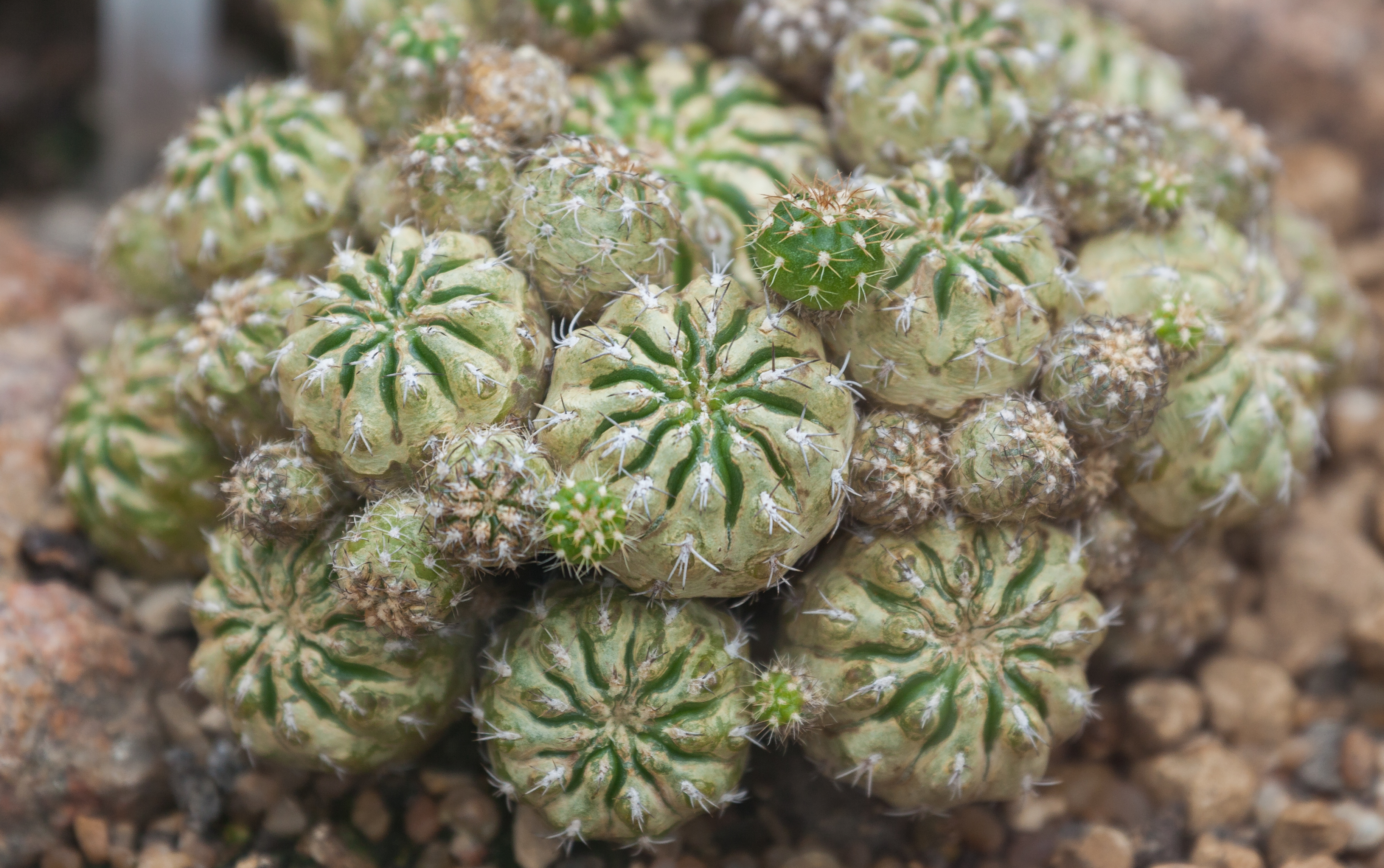
Matucana aurantiaca subsp. polzii
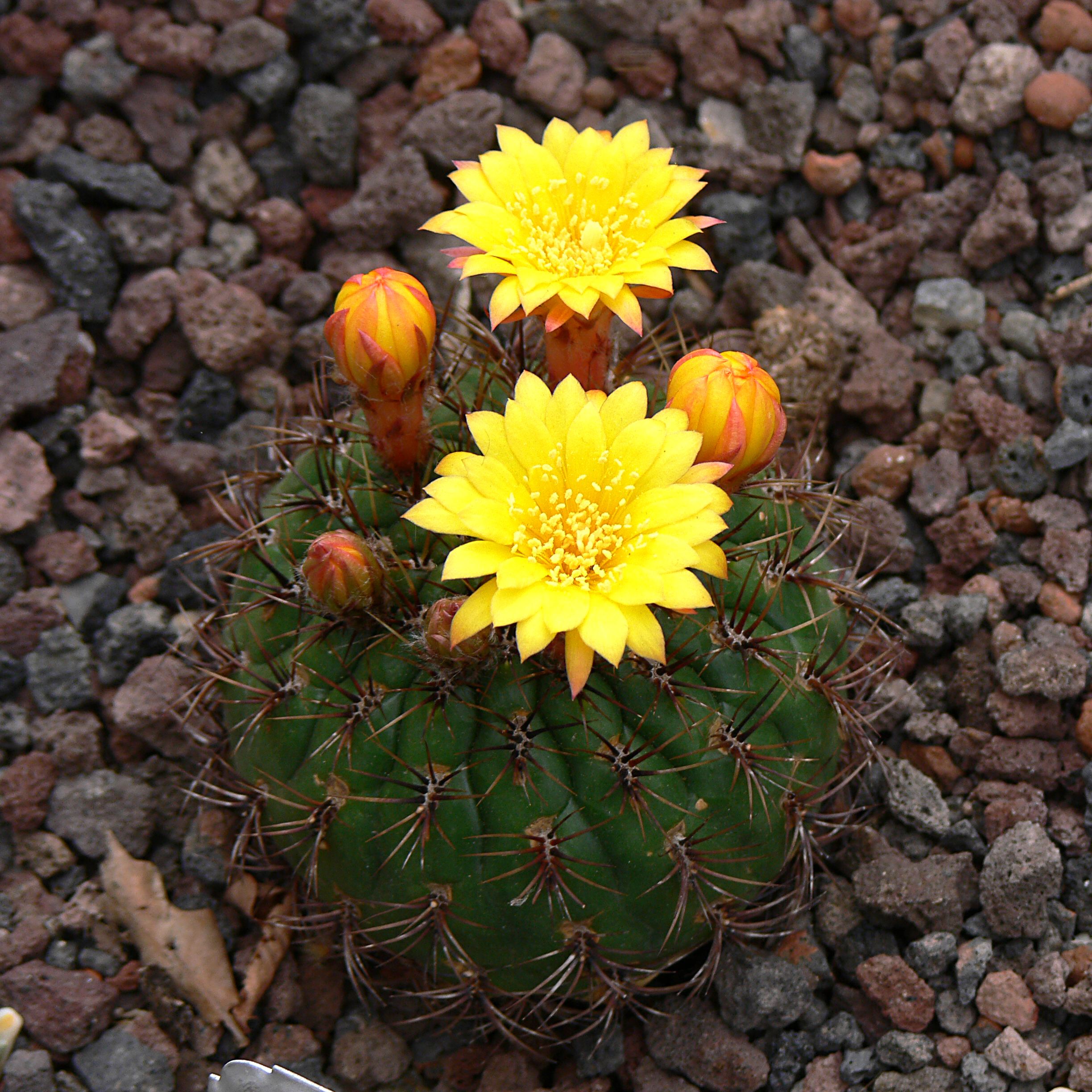
Matucana aureiflora
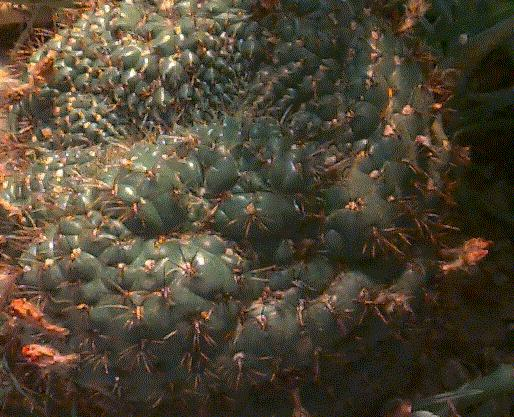
Matucana formosa
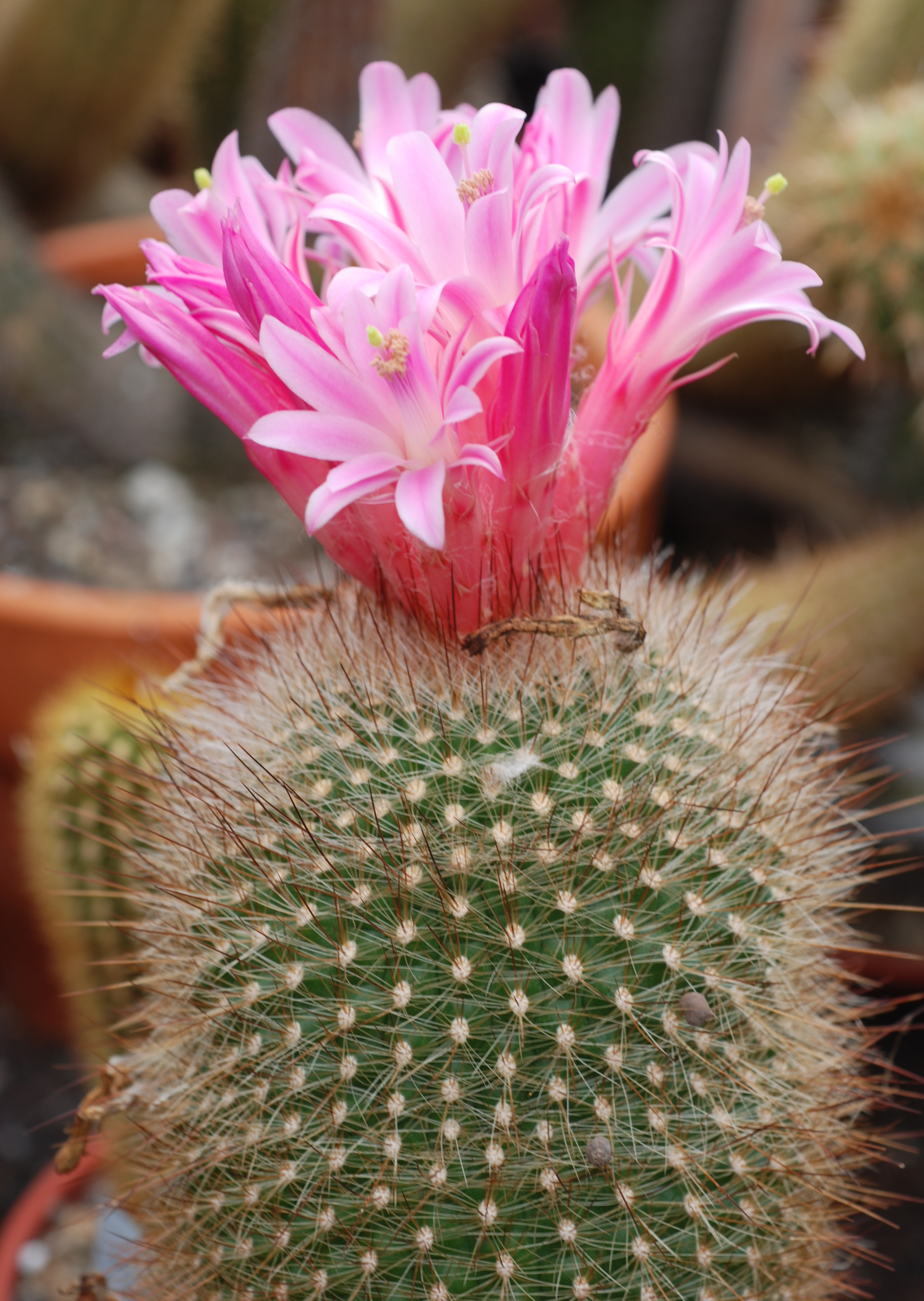
Matucana haynii subsp. myriacantha
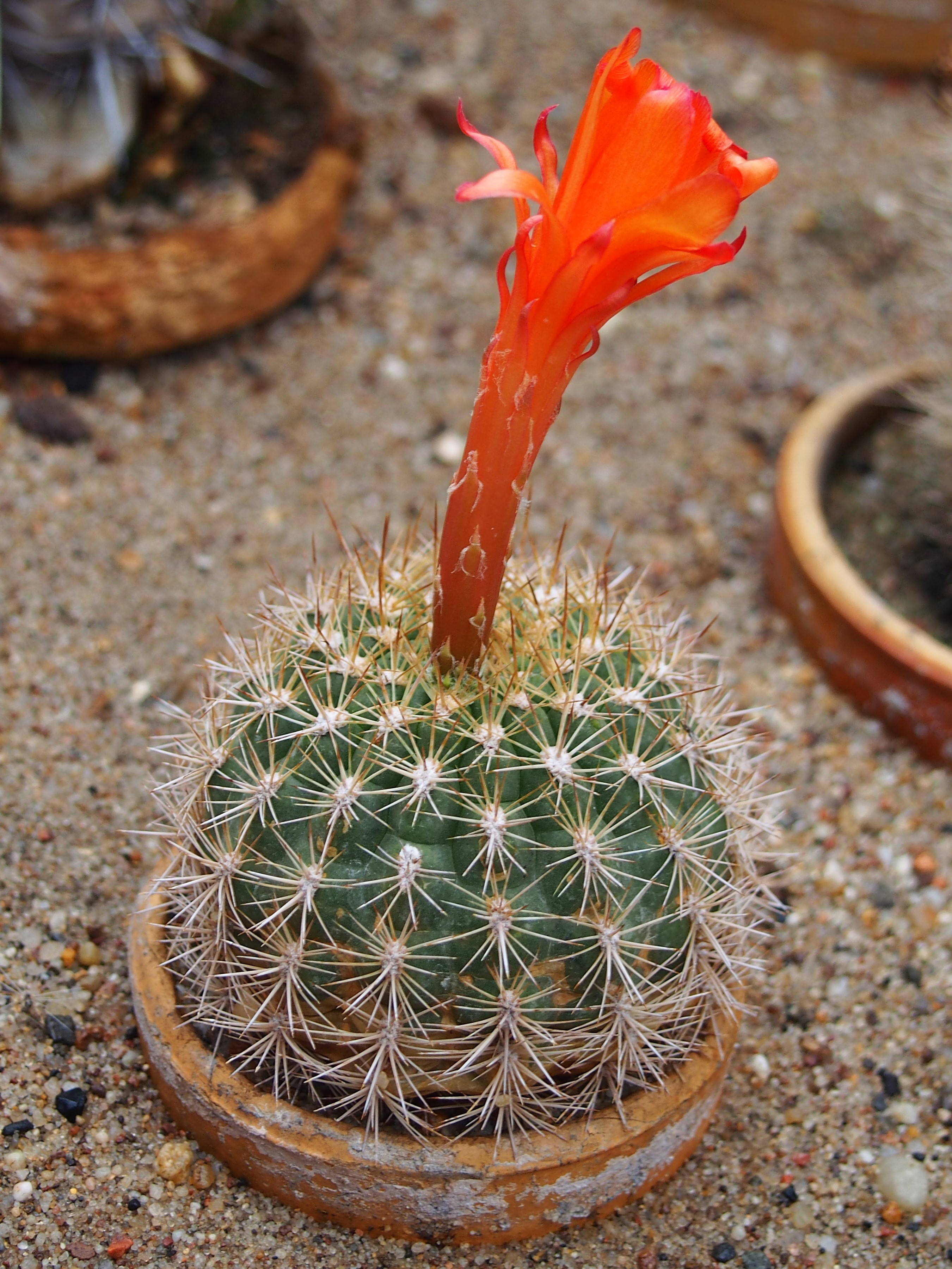
Matucana huagalensis
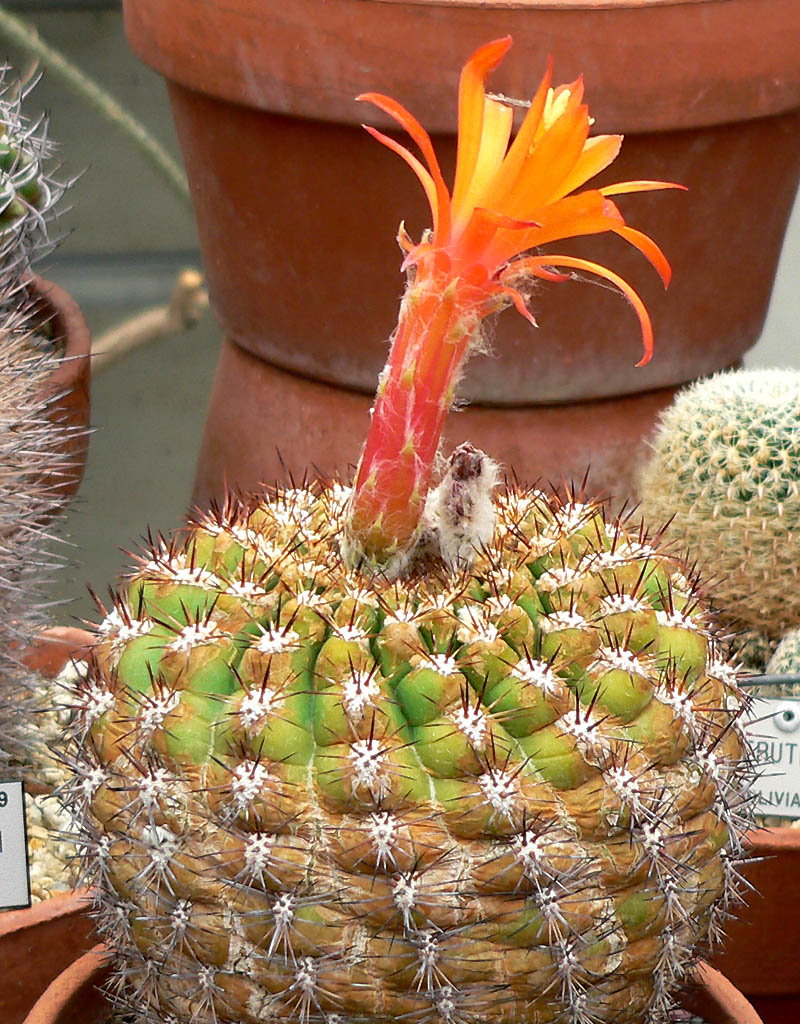
Matucana intertexta
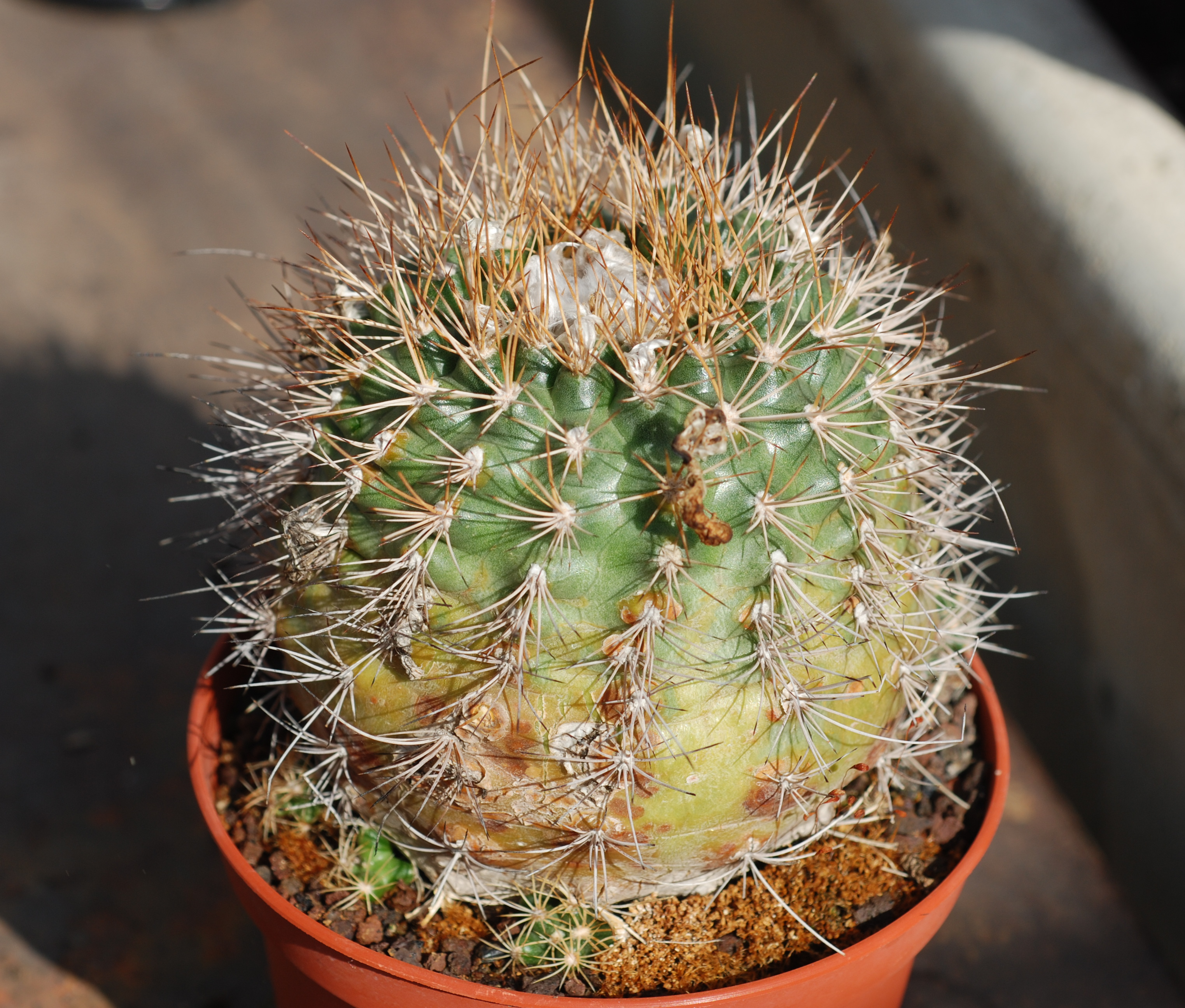
Matucana krahnii
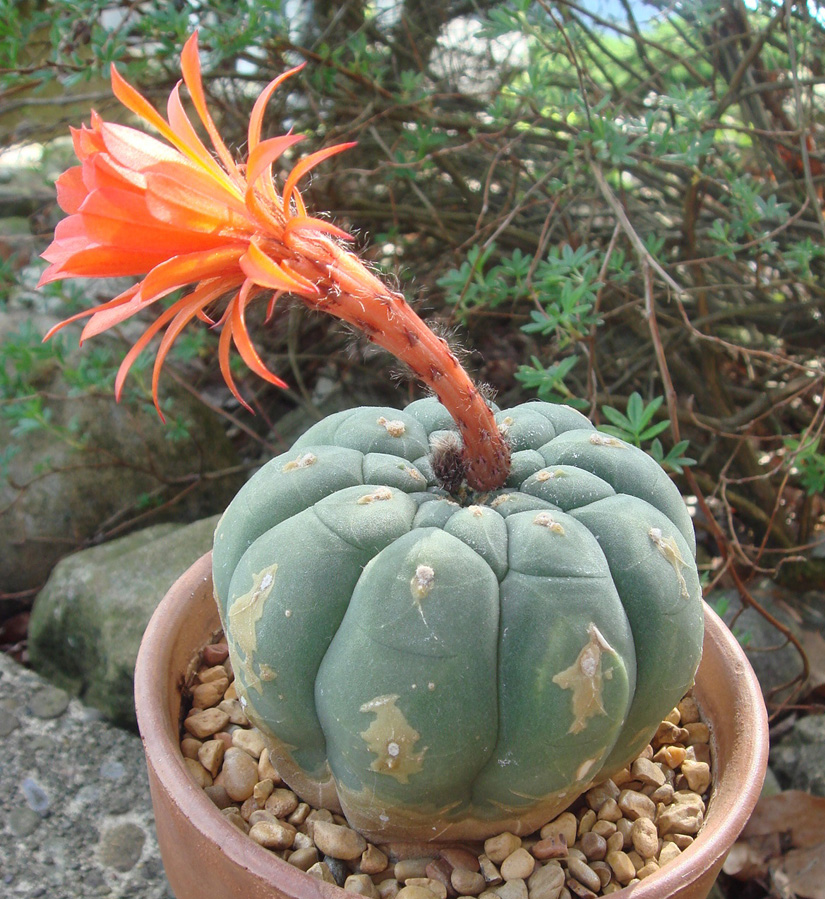
Matucana madisoniorum
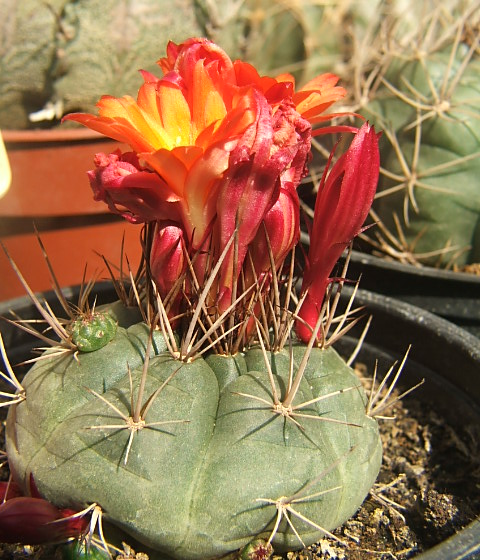
Matucana oreodoxa
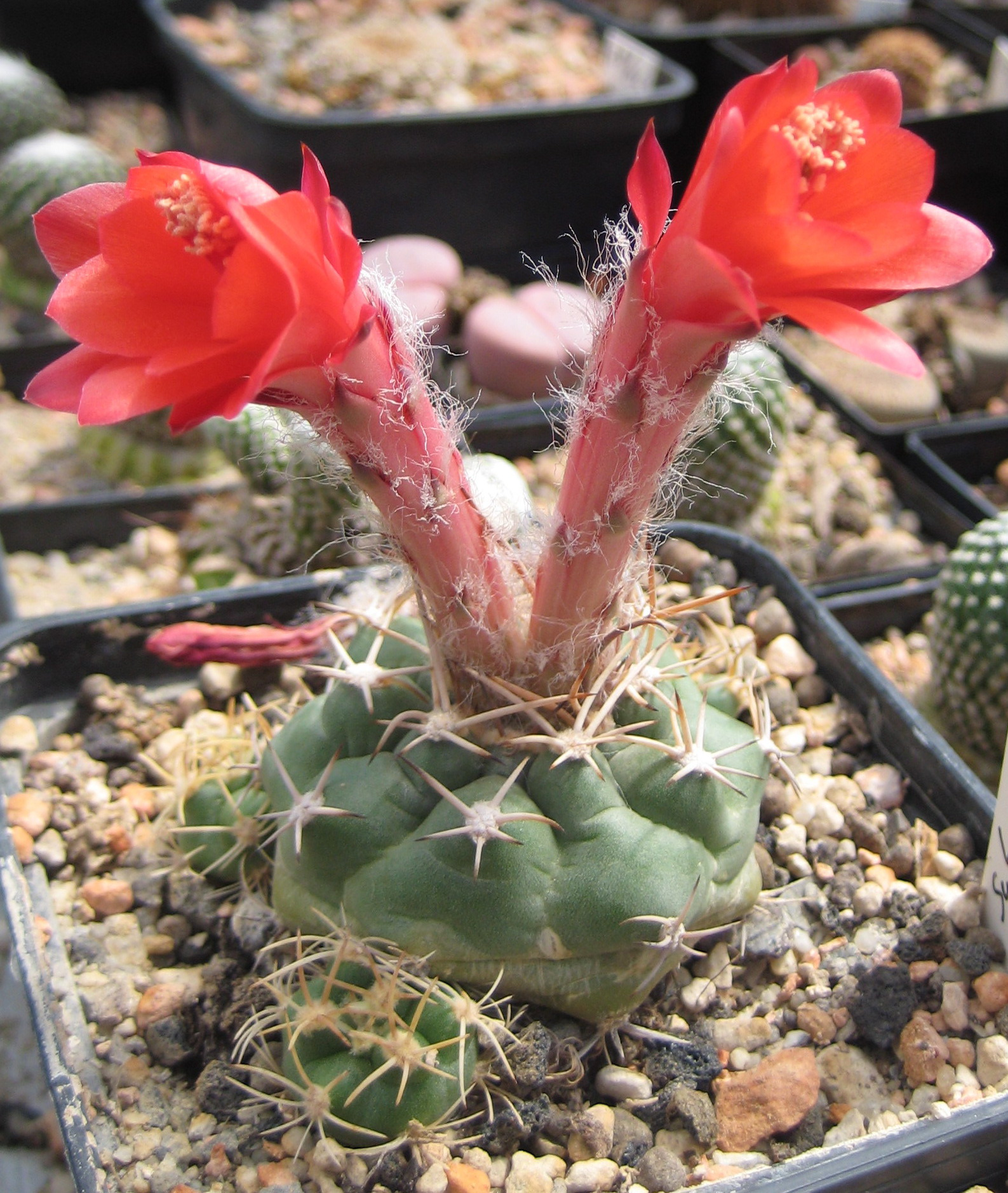
Matucana paucicostata
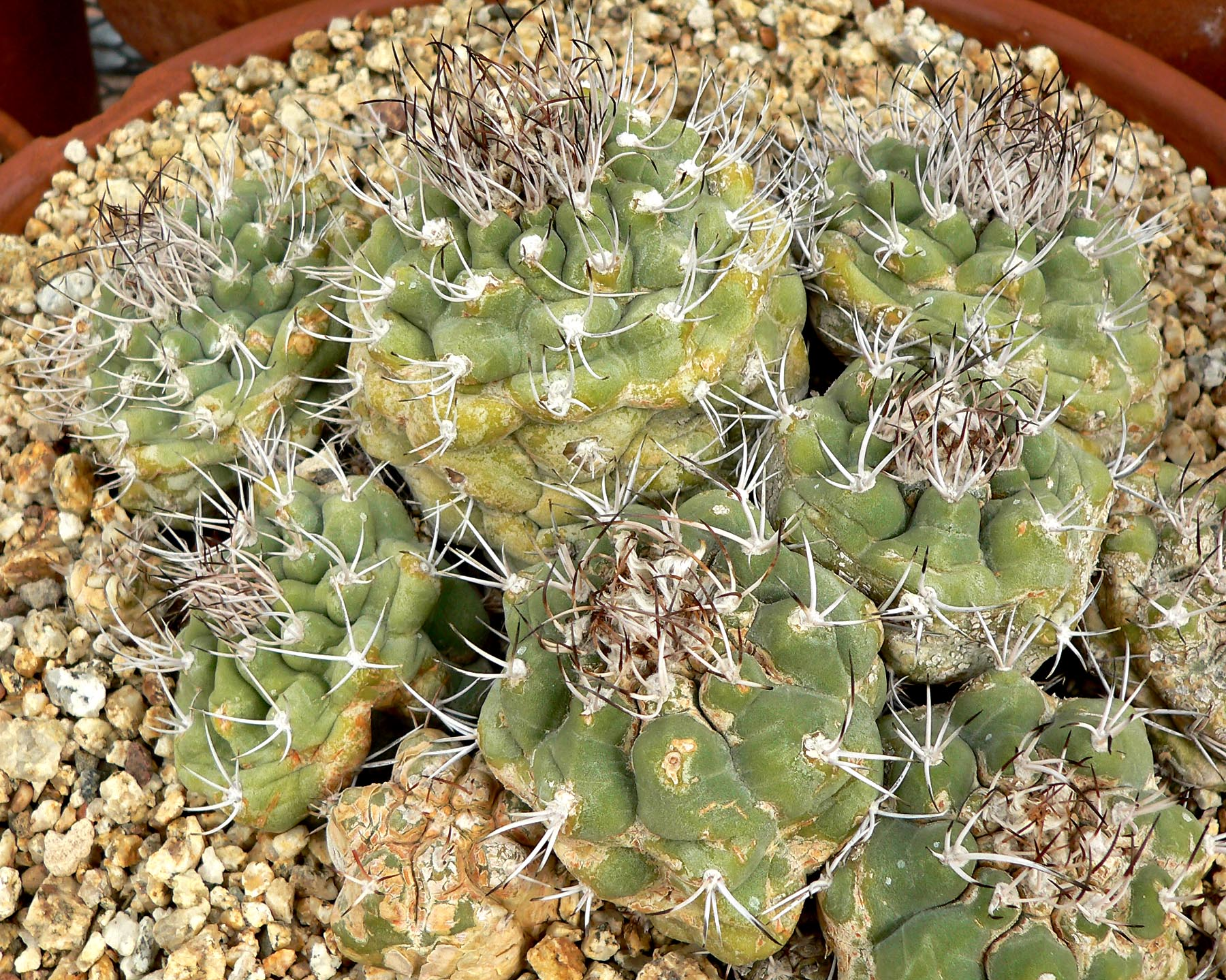
Matucana pujupatii
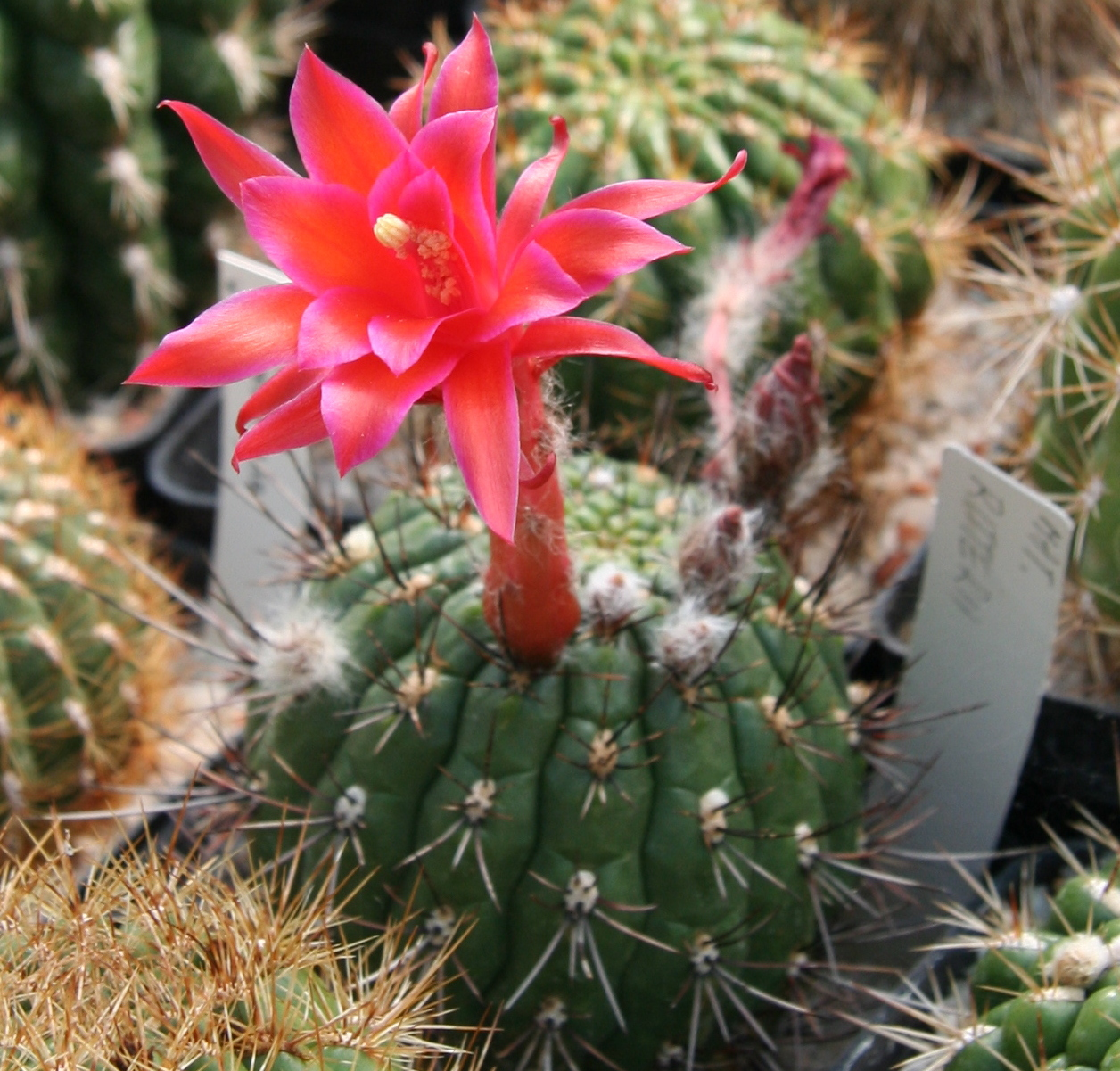
Matucana ritteri
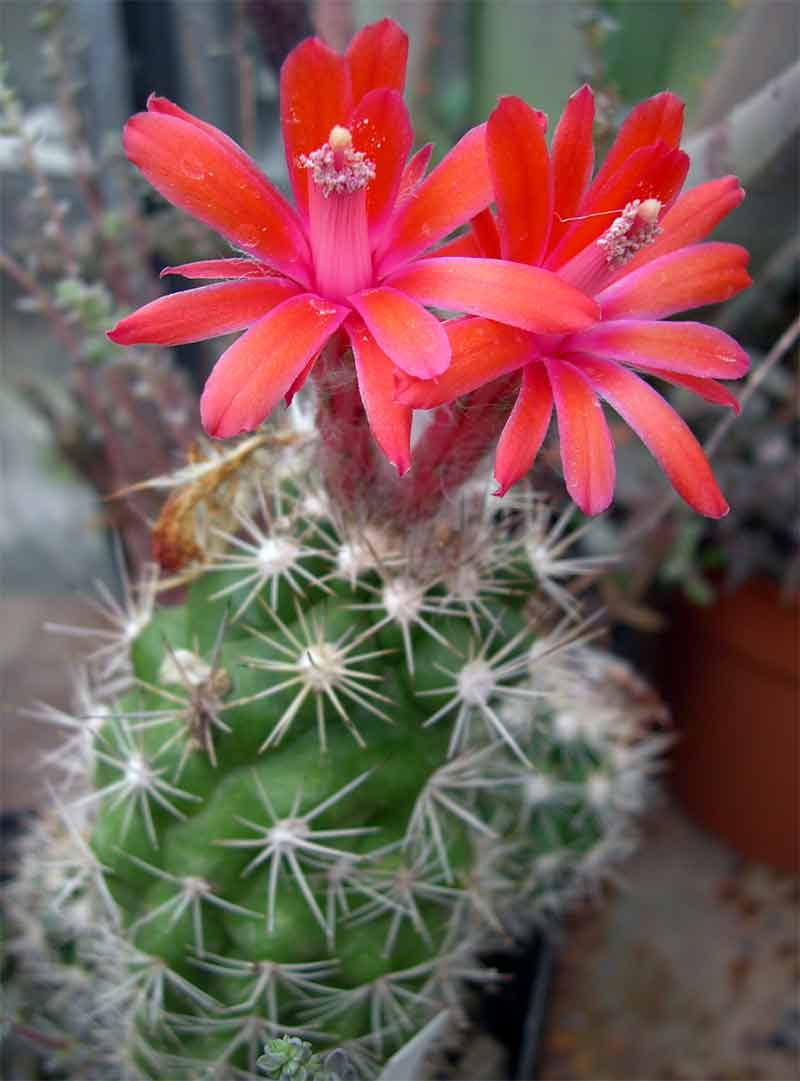
Matucana tuberculata
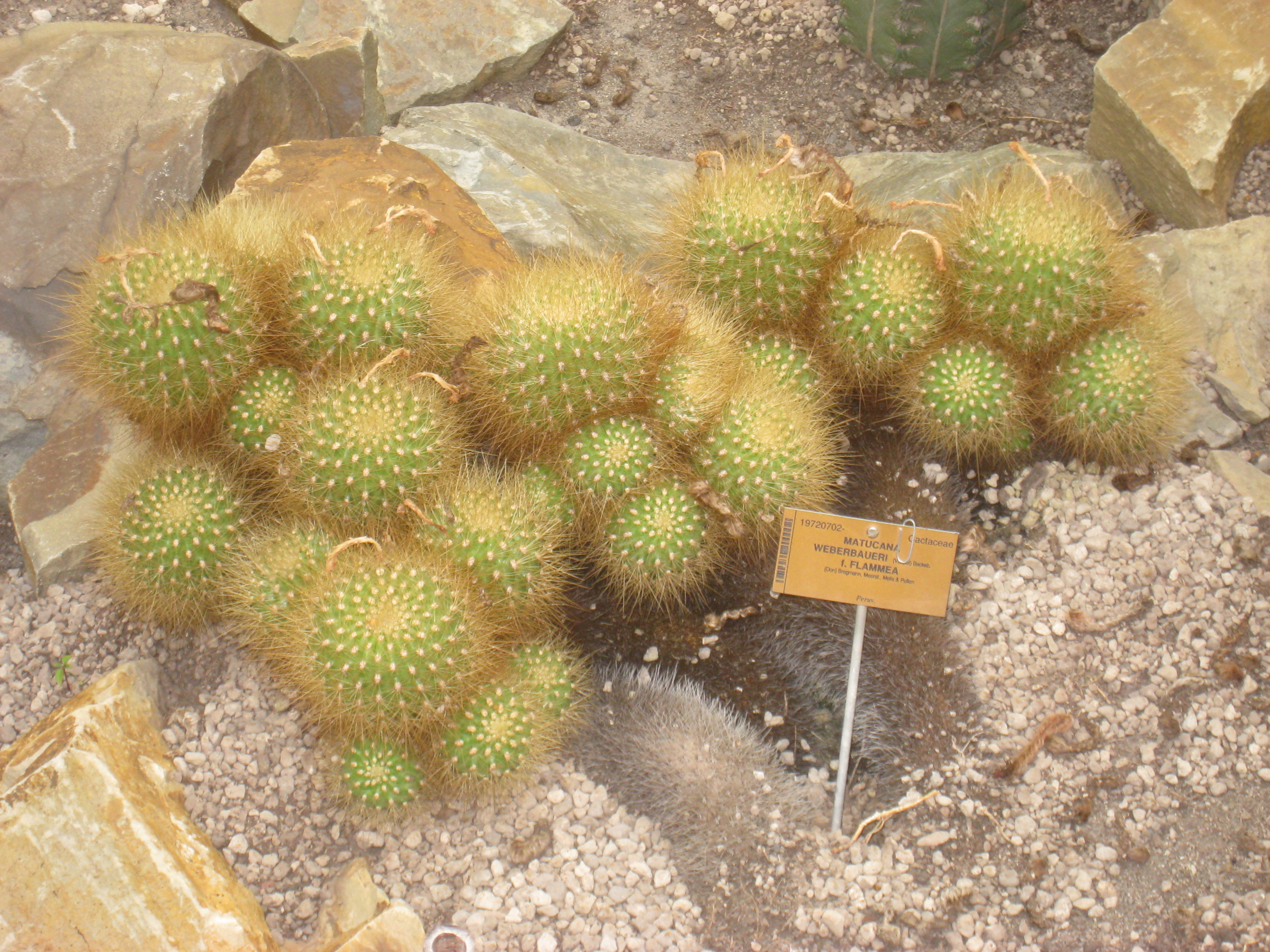
Matucana weberbaueri